# Cibatu (Cikembar)
Cibatu is een bestuurslaag in het regentschap Sukabumi van de provincie West-Java, Indonesië. Cibatu telt 3750 inwoners (volkstelling 2010).